# 서울덕의초등학교
서울덕의초등학교(서울德義初等學校)는 대한민국 서울특별시 구로구 고척2동에 있는 공립 초등학교이다.

## 학교 연혁
- 1950년 11월 25일 서울덕의초등학교로 설립 인가
- 1983년 12월 1일 서울덕의초등학교로 개교
- 1985년 2월 18일 1회 졸업식

## 참고 자료
- 서울덕의초등학교 - 한국교육학술정보원 학교알리미